# Гайшем (Монтана)
Гайшем (англ. Hysham) — місто (англ. town) в США, в окрузі Трежер штату Монтана. Населення — 276 осіб (2020).

## Географія
Гайшем розташований за координатами 46°17′28″ пн. ш. 107°13′50″ зх. д. / 46.29111° пн. ш. 107.23056° зх. д. (46.291007, -107.230642).  За даними Бюро перепису населення США в 2010 році місто мало площу 0,54 км², уся площа — суходіл.

### Клімат
| Клімат : Гайшем                                         | Клімат : Гайшем | Клімат : Гайшем | Клімат : Гайшем | Клімат : Гайшем | Клімат : Гайшем | Клімат : Гайшем | Клімат : Гайшем | Клімат : Гайшем | Клімат : Гайшем | Клімат : Гайшем | Клімат : Гайшем | Клімат : Гайшем | Клімат : Гайшем |
| Показник                                                | Січ.            | Лют.            | Бер.            | Квіт.           | Трав.           | Черв.           | Лип.            | Серп.           | Вер.            | Жовт.           | Лист.           | Груд.           | Рік             |
| Абсолютний максимум, °C                                 | 22,2            | 23,9            | 27,8            | 36,1            | 37,8            | 41,1            | 43,9            | 42,2            | 40,6            | 33,9            | 26,1            | 21,1            | 43,9            |
| Середній максимум, °C                                   | 0,6             | 4,2             | 9,7             | 16,5            | 21,8            | 26,7            | 31,7            | 31,0            | 24,6            | 17,7            | 8,2             | 2,4             | 16,3            |
| Середній мінімум, °C                                    | −12,8           | −9,9            | −5,6            | 0,1             | 5,5             | 10,2            | 13,4            | 12,1            | 5,8             | 0,7             | −5,8            | −10,7           | 0,3             |
| Абсолютний мінімум, °C                                  | −44,4           | −38,3           | −33,9           | −15,6           | −10             | −1,7            | 2,8             | 0,0             | −7,2            | −22,8           | −35             | −43,3           | −44,4           |
| Норма опадів, мм                                        | 12              | 10              | 20              | 36              | 59              | 56              | 33              | 24              | 31              | 28              | 14              | 12              | 335             |
| ------------------------------------------------------- | --------------- | --------------- | --------------- | --------------- | --------------- | --------------- | --------------- | --------------- | --------------- | --------------- | --------------- | --------------- | --------------- |
| Джерело: https://wrcc.dri.edu/cgi-bin/cliMAIN.pl?mt4358 |                 |                 |                 |                 |                 |                 |                 |                 |                 |                 |                 |                 |                 |

## Демографія
Згідно з переписом 2010 року, у місті мешкало 312 осіб у 145 домогосподарствах у складі 94 родин. Густота населення становила 576 осіб/км².  Було 175 помешкань (323/км²).
Расовий склад населення:
| - 92,6 % — білих - 1,9 % — корінних американців - 1,0 % — азіатів |

До двох чи більше рас належало 4,5 %. Частка іспаномовних становила 2,6 % від усіх жителів.
За віковим діапазоном населення розподілялося таким чином: 18,9 % — особи молодші 18 років, 52,9 % — особи у віці 18—64 років, 28,2 % — особи у віці 65 років та старші. Медіана віку мешканця становила 52,8 року. На 100 осіб жіночої статі у місті припадало 101,3 чоловіків;  на 100 жінок у віці від 18 років та старших — 100,8 чоловіків також старших 18 років.
Середній дохід на одне домашнє господарство  становив 40 388 доларів США (медіана — 38 068), а середній дохід на одну сім'ю — 46 126 доларів (медіана — 40 000). Медіана доходів становила 40 833 долари для чоловіків та 27 500 доларів для жінок. За межею бідності перебувало 27,5 % осіб, у тому числі 36,5 % дітей у віці до 18 років та 2,7 % осіб у віці 65 років та старших.
Цивільне працевлаштоване населення становило 152 особи. Основні галузі зайнятості: транспорт — 24,3 %, сільське господарство, лісництво, риболовля — 23,7 %, освіта, охорона здоров'я та соціальна допомога — 19,1 %.